# Notommata omentata
Notommata omentata är en hjuldjursart som beskrevs av Wulfert 1939. Notommata omentata ingår i släktet Notommata och familjen Notommatidae. Inga underarter finns listade i Catalogue of Life.